# 侯赛因·希扎姆
侯赛因·希扎姆（阿拉伯语：‎，1998年1月4日—），沙特阿拉伯男子田径运动员，2013年亚洲青年运动会男子撑竿跳高金牌得主、2017年伊斯兰团结运动会男子撑竿跳高金牌得主、2021年伊斯兰团结运动会男子撑竿跳高银牌得主、2022年亚洲运动会男子撑竿跳高铜牌得主。